# Finales de la NBA de 2002
Las Finales de la NBA de 2002 fueron las series definitivas de los playoffs del 2002 y suponían la conclusión de la temporada 2001-02 de la NBA. Eran la serie número 56 en la historia de la National Basketball Association (NBA). Las series comenzaron el 5 de junio de 2002 y finalizaron el 12 de junio del mismo año. Los dos primeros partidos de las Finales se disputaron en el Staples Center en Los Ángeles, California, y los otros dos encuentros se disputaron en el Continental Airlines Arena en East Rutherford, Nueva Jersey.
El campeón de la Conferencia Oeste Los Angeles Lakers barrió al campeón de la Conferencia Este New Jersey Nets en cuatro partidos en una serie al mejor de siete. Los Lakers consiguieron ser la tercera franquicia, junto con los Celtics de los sesenta y los Bulls de los noventa en ganar tres campeonatos de forma consecutiva después de conseguir las finales de 2000 y 2001. Los Lakers estuvieron liderados por dos All-Stars, el pívot Shaquille O'Neal y el escolta Kobe Bryant, contrarrestados por la única estrella de los Nets, el base Jason Kidd. 
Finalizado el partido 4 en Nueva Jersey, Lakers' O'Neal, que promedió 36.3 puntos y 12.3 rebotes en las Finales, fue nombrado MVP de las Finales por tercer año consecutivo, uniéndose a Michael Jordan y a Magic Johnson como los únicos jugadores con tres. El entrenador de los Lakers, Phil Jackson, ganando su noveno anillo, empatando con el legendario entrenador de los Celtics, Red Auerbach. Durante las series, consiguió superar a Pat Riley en cuanto a victorias en un playoffs, 156 victorias y 50 derrotas. Los Lakers ganaban así su 14º campeonato, tres por debajo de la franquicia con más campeonatos Boston Celtics.
Después de veinte temporadas, estas series serían las últimas retransmitidas por la NBC. Cinco meses después, los derechos televisivos pasarían a las manos de la ABC/ESPN en un contrato de seis años.

## Resumen
New Jersey Nets (0) vs. Los Angeles Lakers (4)
| Partido | Resultado                                       | Fecha       | Localización               | Asistencia | Serie |
| ------- | ----------------------------------------------- | ----------- | -------------------------- | ---------- | ----- |
| 1       | New Jersey Nets – 94, Los Angeles Lakers – 99   | 5 de junio  | Staples Center             | 18,997     | 0-1   |
| 2       | New Jersey Nets – 83, Los Angeles Lakers – 106  | 7 de junio  | Staples Center             | 18,997     | 0-2   |
| 3       | Los Angeles Lakers – 106, New Jersey Nets – 103 | 9 de junio  | Continental Airlines Arena | 19,215     | 0-3   |
| 3       | Los Angeles Lakers – 113, New Jersey Nets – 107 | 12 de junio | Continental Airlines Arena | 19,296     | 0-4   |

Las Finales se disputaron usando un formato 2-3-2, donde los dos primeros y los dos últimos partidos se disputan en el pabellón del equipo que ostenta la ventaja de campo. La NBA, después de experimentar en sus primeros años volvió a este formato original de 1985. Hasta ese momento las finales se habían disputado con un formato de 2-2-1-1-1.

## Camino a las finales
| New Jersey Nets                              | New Jersey Nets            | Los Angeles Lakers         | Los Angeles Lakers                           |
| -------------------------------------------- | -------------------------- | -------------------------- | -------------------------------------------- |
| 52-30 (.634) 1º Atlántico, 1º Este, 5º Total | Temporada regular          | Temporada regular          | 58-24 (.707) 2º Pacífico, 3º Oeste, 4º Total |
| Derrotó a Indiana Pacers, 3-2                | Primera Ronda              | Primera Ronda              | Derrotó a Portland Trail Blazers, 3-0        |
| Derrotó a Charlotte Hornets, 4-1             | Semifinales de Conferencia | Semifinales de Conferencia | Derrotó a San Antonio Spurs, 4-1             |
| Derrotó a Boston Celtics, 4-2                | Finales de Conferencia     | Finales de Conferencia     | Derrotó a Sacramento Kings, 4-3              |

### Enfrentamientos en temporada regular
| 5 de marzo | New Jersey Nets | 92–101 | Los Angeles Lakers |                                                        |  |
|            |                 |        |                    |                                                        |  |
|            |                 | Recap  |                    | Pabellón: Staples Center, Los Ángeles Televisión: KCAL |  |

| 2 de abril | Los Angeles Lakers | 92–94 | New Jersey Nets |                                                                        |  |
|            |                    |       |                 |                                                                        |  |
|            |                    | Recap |                 | Pabellón: Continental Airlines Arena, East Rutherford Televisión: KCAL |  |

### New Jersey Nets
En los playoffs, New Jersey sobrevivió al temido Indiana Pacers, ganándole en un quinto partido con doble prórroga. Más adelante eliminarían a Charlotte Hornets en cinco partidos encontrándose en las Finales de Conferencia con sus rivales de la División del Atlántico, los Boston Celtics. Los Nets empataron los dos primeros partidos antes de ser puestos a prueba en Boston. En el tercer partido sin embargo, New Jersey perdería una gran ventaja (21 puntos) para acabar perdiendo 90-94. El alero de Boston Paul Pierce conseguiría anotar 19 puntos de sus 28 en el último cuarto, registrando la mejor remontada en un último cuarto en un partido de Playoffs.
Los Nets se recuperarían en el cuarto partido, y ganarían 94-92 para empatar la serie 2-2. New Jersey entonces controló la serie y ganó los dos siguientes partidos para finiquitar a los Celtics en seis partidos y conseguir la primera aparición en las Finales en toda la historia de la franquicia.

### Los Angeles Lakers
Los Lakers tuvieron otro fuerte comienzo en los playoffs, acabando con Portland Trail Blazers en el triple gracias a una gran serie de Robert Horry. Los San Antonio Spurs habían finalizado quintos y fueron derrotados antes de que Los Ángeles se enfrentasen a uno de los mayores retos en el camino por el campeonato, los Sacramento Kings. Con el mejor récord del Oeste, los Kings poseían la ventaja de campo ante los Lakers y empataron los dos primeros partidos en el ARCO Arena antes de que la serie se disputase en el Staples Center.
Sacramento ganaron a Los Ángeles en el tercer partido, llegando a liderar de 27; finalmente ganando 103-90. En el cuarto partido pasaría algo similar, con los Kings pasando por encima de los Lakers 40-20 al final del primer cuarto y con una máxima de 26. Los Lakers entonces comenzarían una fuerte remontada en la segunda mitad para empatar el partido, y finalmente ganarían con un triple sobre la bocina de Robert Horry, 100-99. En el quinto partido, los Kings consiguieron algunos momentos mágicos al final de partido, en casa, en especial con un triple de Mike Bibby a falta de 8.2 segundos. Y un tiro fallado de Kobe Bryant sobre la bocina dio a los Kings el liderazgo de la serie, 3-2. Los Lakers volvían a casa para el sexto partido.
En un partido polémico en el que los Lakers lanzarían 27 tiros libres en el último cuarto, frente a los 4 lanzados por los Kings. O'Neal tuvo una de las actuaciones más dominantes de su carrera con 41 puntos y 17 rebotes para forzar un séptimo y último partido en el ARCO Arena. El escándalo fue tan grande que el político Ralph Nader demandó una investigación. Con las series empatadas 3-3, el dúo Bryant-O'Neal prevaleció, para ganar 112-106 en el descuento ganando las series 4-3 y clasificándose por tercera vez consecutiva para las Finales de la NBA.

## Resumen de los partidos

### Partido 1
| 9 de junio                         | New Jersey Nets | 97–99                    | Los Angeles Lakers | |  |  |
|                                    | |                          | | |  |  |
|                                    | Estadísticas Jason Kidd 23; Kenyon Martin 21 Jason Kidd 10; MacCulloch 8 Jason Kidd 10; Lucious Harris 2 Pérdidas: Keith Van Horn 4 | Recap Pts Reb Asts Otros | Estadísticas Shaquille O'Neal 36; Kobe Bryant 22 O'Neal 16; Horry 8; Fox 5 Kobe Bryant 5; Brian Shaw 5 Tapones: O'Neal 9; Horry 2 | Pabellón: Staples Center, Los Ángeles Árbitros: - Joe Crawford - Ron Garretson - Jack Nies Televisión: ABC |  |  |
| Los Ángeles lideraba la serie, 1-0 | |                          | | |  |  |
|                                    | |                          | | |  |  |

### Partido 2
| 7 de junio                         | New Jersey Nets | 83–106                   | Los Angeles Lakers                                                                                              | |  |  |
|                                    | |                          | | |  |  |
|                                    | Estadísticas Kerry Kittles 23; Jason Kidd 17 Jason Kidd 9; Keith Van Horn 8 Jason Kidd 7; Kerry Kittles 3 Pérdidas: Kidd 5; Kenyon Martin 4 | Recap Pts Reb Asts Otros | Estadísticas Shaquille O'Neal 40; Kobe Bryant 24 O'Neal 12; Horry 10 O'Neal 8; Rick Fox 6 Robos: Robert Horry 3 | Pabellón: Staples Center, Los Ángeles Árbitros: - Steve Javie - Bennett Salvatore - Don Vaden Televisión: ABC |  |  |
| Los Ángeles lideraba la serie, 2-0 | |                          | | |  |  |
|                                    | |                          | | |  |  |

### Partido 3
| 9 de junio                         | Los Angeles Lakers | 106–103                  | New Jersey Nets                                                                                            | |  |  |
|                                    | |                          | | |  |  |
|                                    | Estadísticas Kobe Bryant 36; Shaquille O'Neal 35 O'Neal 11; Devean George 8 Derek Fisher 6; Kobe Bryant 4 Tapones: O'Neal 4; Kobe Bryant 2 | Recap Pts Reb Asts Otros | Estadísticas Jason Kidd 30; Kenyon Martin 26 Keith Van Horn 5; Jason Kidd 5 Jason Kidd 10; Kenyon Martin 4 | Pabellón: Izod Center, Nueva Jersey Árbitros: - Dick Bavetta - Dan Crawford - Bob Delaney Televisión: ABC |  |  |
| Los Ángeles lideraba la serie, 3-0 | |                          | | |  |  |
|                                    | |                          | | |  |  |

### Partido 4
| 12 de junio                    | Los Angeles Lakers                                                                                        | 113–107            | New Jersey Nets | |  |  |
|                                | |                    | | |  |  |
|                                | Estadísticas Shaquille O'Neal 34; Kobe Bryant 25 O'Neal 10; Devean George 6 Kobe Bryant 8; Robert Horry 6 | Recap Pts Reb Asts | Estadísticas Kenyon Martin 35; Lucious Harris 22 Kenyon Martin 11; Todd MacCulloch 6 Jason Kidd 12; Keith Van Horn 4 | Pabellón: Izod Center, Nueva Jersey Árbitros: - Ted Bernhardtx - Bernie Fryer - Eddie F. Rush Televisión: ABC |  |  |
| Los Ángeles ganó la serie, 4-0 | |                    | | |  |  |
|                                | |                    | | |  |  |